# Kończyce Małe (Ostrawa)
Kończyce Małe (cz. Kunčičky, przed 1924 również Malé Kunčice, niem. Klein Kuntschitz) – jedna z 37 części miasta statutarnego Ostrawy, stolicy kraju morawsko-śląskiego, we wschodnich Czechach. Jest to także jedna z 39 gmin katastralnych w jego granicach, która ma powierzchnię 250,57 ha. Populacja w 2001 wynosiła 1650 osób, zaś w 2010 odnotowano 384 adresów. 
Położona jest w granicach historycznego regionu Śląska Cieszyńskiego, na prawym brzegu Ostrawicy. Stanowi jedną z 8 części składających się na miejski obwód Śląskiej Ostrawy. Przed włączeniem w granice administracyjne Ostrawy w 1941 samodzielna gmina.

## Demografia[4]
| Rok             | 1869 | 1880 | 1890 | 1900 | 1910 | 1921 | 1930 | 1950 | 1961 | 1970 | 1980 | 1991 | 2001 |
| --------------- | ---- | ---- | ---- | ---- | ---- | ---- | ---- | ---- | ---- | ---- | ---- | ---- | ---- |
| Liczba ludności | 477  | 755  | 1131 | 3380 | 4607 | 4508 | 4814 | 5639 | 4465 | 3098 | 2102 | 1531 | 1650 |

## Historia
Po raz pierwszy wzmiankowane zostały w 1380 roku. i z początku nosiły nazwę Kończyce Nowe lub Kończyce Małe dla odróżnienia od starszych Kończyc Wielkich leżących na południe. W pierwszej połowie XVI w. wybudowano tu zamek, jednak 16 marca 1899 spalił się i nigdy go już nie odbudowano. Do 1673 miejscowość była częścią Ostrawy Śląskiej a następnie się usamodzielniła. W 1849 wraz z pobliskim Zamościem zostały ponownie włączono do Ostrawy Śląskiej, zaś w 1866 kolejny raz stanowiły samodzielną gminę.
Do połowy XIX wieku jej mieszkańcy trudzili się głównie rolnictwem. Pierwsza szkoła we wsi otworzona została w 1898. W tym samym roku rozpoczęto wydobycie węgla kamiennego w kopalni Alexander, dzięki czemu w latach 1890-1910 ludność powiększyła się o prawie 4000 osób. W 1926 kopalnię przyłączono do sąsiedniej kopalni Zárubek.
Według austriackiego spisu ludności z 1900 w 187 budynkach mieszkalnych w Kończycach Małych na obszarze 409 hektarów mieszkało 3380 osób. co dawało gęstość zaludnienia równą 826,4 os./km², z tego 3321 (98,3%) mieszkańców było katolikami, 36 (1,1%) ewangelikami a 23 (0,7%) wyznawcami judaizmu, 2155 (63,8%) było polsko-, 918 (27,2%) czesko- a 269 (8%) niemieckojęzycznymi. Do 1910 liczba budynków wzrosła do 260 a mieszkańców do 4607, z czego 4568 było zameldowanych na stałe, 4352 (94,5%) było katolikami, 215 (4,7%) ewangelikami, 30 (0,7%) żydami a 10 (0,2%) innej religii lub wyznania. Znacznie zmieniły się proporcje deklarowanego w spisie języka: 3480 (75,5%) było czesko-, 890 (19,3%) polsko- a 198 (4,3%) niemieckojęzycznymi.
W 1920 roku miejscowość znalazła się w granicach Czechosłowacji, a w 1939 w granicach Protektoratu Czech i Moraw. 1 lipca 1941 roku gmina została przyłączona do Morawskiej Ostrawy. Spod administracji niemieckiej Kończyce Małe wydostały się wraz z dotarciem Armii Czerwonej 1 maja 1945 roku.
W 1928 wybudowano kościół pw. św. Antoniego Padewskiego, przy którym w 1945 erygowano samodzielną parafię rzymskokatolicką.
W 1948 w pobliżu kopalni Alexander rozpoczęto szeroko zakrojoną budowę parku rekreacyjnego dla mieszkańców miasta a otwarto go w 1950. W pobliżu umiejscowione jest również Zoo Ostrava.